# جولی فلچر
جولی فلچر (انگلیسی: Julie Fletcher؛ زادهٔ ۲۸ سپتامبر ۱۹۷۴) یک بازیکن فوتبال زن اهل انگلستان است. وی سابقه بازی در تیم ملی بانوان انگلیس را دارد.